# Fundação Escola Politécnica da Bahia
A Fundação Escola Politécnica da Bahia (FEP) é uma entidade da Universidade Federal da Bahia (UFBA) que promove o desenvolvimento da engenharia no estado da Bahia.